# Liga de la Justicia (película)
Liga de la Justicia (originalmente en inglés, Justice League) es una película estadounidense de superhéroes de 2017, basada en las historietas de DC Comics acerca de la Liga de la Justicia, convirtiéndose en la primera película de este equipo y la quinta producción del Universo extendido de DC. Está dirigida por Joss Whedon, pero con el crédito de la dirección para Zack Snyder por contrato, sobre un guion de Chris Terrio y del propio Whedon, teniendo un reparto conformado por Ben Affleck, Henry Cavill, Gal Gadot, Ezra Miller, Jason Momoa, Ray Fisher, Amy Adams, Jeremy Irons, Diane Lane, Connie Nielsen, J. K. Simmons y Ciarán Hinds. Liga de la Justicia continúa con los acontecimientos de Batman v Superman: Dawn of Justice, y cuenta cómo Bruce Wayne recluta un equipo de metahumanos para salvar al planeta de la amenaza catastrófica representada por Steppenwolf y su ejército de parademonios.
La película se anunció en octubre de 2014 con Snyder como director y Terrio adjuntándose para escribir el guion. Inicialmente fue anunciada como Justice League Part One, con una segunda parte programada para 2020; la segunda película se retrasó indefinidamente para acomodar una película en solitario de Batman con Affleck. El rodaje comenzó en abril de 2016 y finalizó en octubre del mismo año. Sin embargo, Snyder abandonó el proyecto en mayo de 2017 tras la muerte de su hija.
Whedon fue contratado para supervisar el resto de la posproducción, pero terminó realizando una nueva película. Snyder recibió el crédito como director único de la película, con Whedon acreditado solo como guionista. Con un costo de producción estimado de 300 millones de dólares, la película es una de las más caras jamás hechas. Liga de la Justicia fue estrenada por Warner Bros. Pictures en los Estados Unidos y en algunas partes del mundo en formatos 2D, 3D e IMAX el 17 de noviembre de 2017. La película recaudó cerca de 657 millones de dólares en todo el mundo y recibió opiniones mixtas de críticos; las secuencias de acción y las actuaciones fueron elogiadas, mientras que la trama delgada, el villano débil y los CGI fueron criticados. El tono de la película fue recibido con una recepción polarizada, y algunos lo elogiaron por ser más liviano que las anteriores entregas de DCEU, mientras que otros lo señalaron como inconsistente, terminando en desastre y reclamando la versión del director. Tras las múltiples demandas de parte de los fanáticos para lanzar el corte original del director Zack Snyder, el 20 de mayo de 2020 Warner Bros. Pictures anuncia que la versión de Snyder, Zack Snyder's Justice League, sería prevista a estrenar en HBO Max, en el año 2021.

## Sinopsis
Alimentado por su restaurada fe en la humanidad e inspirado por el acto desinteresado de Superman, Bruce Wayne recluta la ayuda de su recién encontrada aliada, Diana Prince, para enfrentarse a un enemigo aún mayor. Juntos, Batman y la Mujer Maravilla trabajan deprisa para encontrar y reclutar a un equipo de metahumanos para plantar cara a esta nueva amenaza creciente. Pero pese a la formación de esta liga de héroes sin precedentes –Batman, la Mujer Maravilla, Aquaman, Cyborg y Flash-, quizás sea demasiado tarde para salvar el planeta de un asalto de proporciones catastróficas.

## Argumento
La película comienza con imágenes de un teléfono con cámara de Clark Kent / Superman (Henry Cavill) grabadas por dos niños. Lo entrevistan justo después de una de sus heroicas misiones. Uno de los niños le pregunta a Superman qué es lo que más le gusta de la Tierra. Él sonríe, pero la grabación se corta antes de dar su respuesta.
La humanidad está de luto desde hace dos años por  la muerte de Superman, mientras tanto en Ciudad Gótica. Un hombre en una azotea que acababa de cometer un robo. Ve a Batman (Ben Affleck) posado en una gárgola antes de saltar y luchar contra el hombre. Batman cuelga al hombre sobre una repisa, usando el miedo del hombre para atraer a una extraña criatura alada. Batman lucha contra el monstruo hasta que lo atrapa en una red. La criatura explota momentos después, dejando tres cajas quemadas en la pared. Alfred (Jeremy Irons) ve esto a través del monitor y le dice a Batman que ya es hora de reunir a su equipo.
Han pasado dos años desde la muerte de Superman, la gente de todo el mundo todavía lo llora. Martha Kent (Diane Lane) se ha mudado lejos de su hogar rural en Smallville mientras que Lois Lane (Amy Adams) se siente más sola.
En Londres, un equipo de ladrones organiza un atraco en un banco y retiene a los clientes del banco como rehenes. De pie sobre una estatua de la diosa griega Themis, la Mujer Maravilla (Gal Gadot) salta para detenerlos. El líder de los ladrones planea usar una bomba para destruir la tecnología cercana y devolver la ciudad a la Edad Media, pero la Mujer Maravilla se defiende y lanza la bomba al cielo mientras explota. El líder luego intenta disparar a todos los rehenes; la Mujer Maravilla corre y desvía todas las balas con sus guanteletes. Luego choca los guanteletes para derrotar al líder.
Bruce viaja a un pequeño pueblo de Islandia para encontrar a Arthur Curry, también conocido como Aquaman (Jason Momoa). Bruce lo encuentra en una taberna y le ofrece dinero para ir con él, pero Arthur se niega. También menciona que sabe sobre Batman y su lucha contra el crimen en Ciudad Gótica, incluso expresando su admiración. Entra en el puerto y se aleja nadando a una velocidad increíble.
Bruce regresa a casa para discutir asuntos con Alfred. Después de no haber tenido suerte en incorporar a Arthur al equipo, sus otras opciones son Victor Stone (Ray Fisher), quien se presume muerto, y Barry Allen (Ezra Miller), quien ha estado frustrando a los criminales menores con su velocidad cegadora.
Barry visita a su padre, Henry Allen (Billy Crudup), en prisión después de que lo encerraran por presuntamente asesinar a su esposa cuando Barry era un niño. Henry quiere que Barry viva su propia vida y que deje de visitarlo, porque no tiene ninguna esperanza de ser liberado alguna vez.
En Themyscira, las Amazonas protegen un cubo conocido como Caja Madre. El cubo ha estado latiendo con energía recientemente, reactivada de una fuente desconocida. Un rayo desciende del cielo y un enjambre de Parademonios desciende con su líder, Steppenwolf (Ciarán Hinds). Intenta tomar la Caja Madre, lo que lleva a las Amazonas a contraatacar. Steppenwolf y sus Parademonios fuerzan la pelea fuera del templo donde la reina Hipólita (Connie Nielsen), intenta mantener la caja alejada de su enemigo en una furiosa persecución por el campo. Steppenwolf demuestra ser demasiado para las amazonas y logra recuperar la caja con él. Hipólita luego le dice a su general que deben encender un fuego en un templo, porque Diana sabrá lo que significa. Hipólita dispara la flecha ardiente y Diana la ve en las noticias.
En los Laboratorios S.T.A.R., Silas Stone (Joe Morton) deja su trabajo y se va a casa con Victor. Víctor se esconde después de que todos pensaron que había muerto, y le preocupa que su nueva apariencia haga que todos lo vean como un monstruo. También comenta con tristeza que su poder de red ha mejorado por lo que bombardea constantemente con conocimiento del mundo entero lo que se siente muy abrumador. Su padre le ruega que aguante y que sus poderes serán útiles.
Diana va a buscar a Bruce. Caminan junto al lago cerca de su hogar en el bosque mientras ella le cuenta la historia de Steppenwolf y las Cajas Madre; existen tres y, si se unen, Steppenwolf crearía La Unidad, que destruye planetas y los transforma en el infierno del planeta de origen de Steppenwolf. Hace mucho tiempo, los Dioses del Olimpo, Zeus (Sergi Constance) y su hijo Ares (David Thewlis) y Artemisa (Aurore Lauzeral), las Amazonas, los  Atlantes y un Linterna Verde llamado Yalan Gur se unieron para luchar contra Steppenwolf y su ejército, despidiéndolo y volviéndolo loco. Cualquiera que cayera en batalla contra Steppenwolf renacería como Parademonios, los monstruos alados que Bruce ha estado rastreando. Las Amazonas guardaron una de las Cajas, los Atlantes guardaron otra, mientras que la tercera fue ocultada en secreto por la humanidad para que nadie pudiera ser tentado a aprovechar su poder. Mientras Bruce y Diana se alejan, Cyborg los observa cerca.
Bruce localiza el escondite de Barry en Ciudad Central. Si bien sabe quién es realmente Barry, Barry lo niega hasta que Bruce lanza un batarang, que Barry atrapa fácilmente. Al darse cuenta de que Bruce es Batman, Barry accede a unirse a él. Bruce los vuela de regreso para encontrarse con Diana.
Cyborg contacta a Diana a través de la computadora de Bruce en la Baticueva. Acuerdan reunirse en un lugar aislado para que Diana intente convencer a Cyborg de que se una a ellos, pero él se va volando antes de aceptar nada.
En una región remota de Rusia, una familia pobre realiza sus actividades normales en su pequeña casa, que se encuentra frente a una planta de energía nuclear abandonada. Afuera escuchan un ruido que suena como el aleteo de alas de insectos, solo que mucho más fuerte. La familia comienza a atrincherarse en el interior. Afuera, Parademonios han descendido sobre la planta de energía nuclear. Dentro de una de las torres de refrigeración, Steppenwolf coloca el cubo que les había robado a las amazonas en un monolito de piedra. Raíces extrañas y gruesas emergen repentinamente del suelo y se extienden a los alrededores. Steppenwolf se regodea de que la Unidad está cerca y ocupará su lugar entre los nuevos dioses y un ser al que llama Darkseid.
En el océano, un pescador se ve atrapado en una terrible tormenta. Arthur lo rescata y lo lleva a la taberna por un poco de whisky. Él nota una sustancia verde viscosa en sus dedos. Sale de la taberna y regresa a Atlantis. Sin embargo, antes de que él llegue, Steppenwolf y los Parademonios invaden y toman la segunda Caja Madre, luchando contra los sorprendidos atlantes. Mera (Amber Heard) intenta intervenir cuando llega Arthur, pero la Caja Madre ya no está. Él le dice que necesitará algo de ella antes de ir tras Steppenwolf.
Mientras tanto, el comisionado de policía  James Gordon (J. K. Simmons) es alertado de una serie de secuestros de civiles. Envía la Batiseñal para contactar a Batman. Junto con la Mujer Maravilla y Flash, y luego Cyborg, Gordon les cuenta lo que sucedió y les muestra un boceto de un testigo: Diana lo identifica como un Parademonio. Los cuatro se dirigen a salvar a los civiles.
Batman y su equipo rastrean a Steppenwolf hasta una isla cerca del puerto de Gotham. Steppenwolf y los Parademonios están presionando a sus rehenes para que localicen la tercera Caja Madre. Uno de los rehenes es Silas y varios otros de los empleados de los Laboratorios S.T.A.R., Silas previamente usó el poder de la Caja Madre para revivir a Víctor después de su accidente. Cyborg inicia el ataque contra Steppenwolf mientras Flash, asustado al principio de involucrarse en el combate pero inspirado por Batman, lleva a los rehenes de Steppenwolf a un lugar seguro. Flash se reúne con la Mujer Maravilla y Cyborg mientras luchan contra los Parademonios mientras Batman usa su Merodeador para luchar contra los Parademonios. Cuando Cyborg dispara un misil desde el Merodeador, Steppenwolf lo atrapa fácilmente y lo apunta a la pared del túnel. El agua del puerto de Gotham se inunda. Aquaman aparece y evita que el agua engulla a sus aliados con un tenedor de cinco puntas que le dio Mera. El equipo escapa en el Merodeador.
De vuelta en la casa de Bruce, Cyborg revela que Laboratorios S.T.A.R. tenía la Caja Madre. A Bruce se le ocurre la idea de usar el poder de la Caja Madre para revivir a Superman para que pueda ayudarlos a derrotar a Steppenwolf. Diana no está de acuerdo con el plan por temor a que Superman regrese de la forma en que Zod regresó como Doomsday. Bruce les dice que tiene un plan de respaldo en caso de que Superman se vuelva violento e incontrolable después de su resurrección. A pesar de varias dudas sobre el plan, deciden darle una oportunidad a la idea. Barry y Victor van al cementerio a desenterrar la tumba de Superman.
La Liga va a la nave kryptoniana en Metrópolis con la Caja y el cuerpo de Superman. Cuando Cyborg les dice que el panel de control está quemado, Flash diseña un plan para cargar el campo; correrá desde la distancia para construir una carga más fuerte. Funciona y Superman vuelve a la vida, saliendo disparado inmediatamente de la nave, y los demás van tras él. Lo encuentran cerca, en su monumento que fue dañado en la batalla contra Doomsday. Clark los escanea con su visión de rayos X mientras el sistema de defensa de Cyborg se activa por sí solo. Cyborg sin control de sus poderes le dispara una ráfaga a Superman, lo que lo lleva a atacar a los demás. La Liga intenta defenderse cuando Clark se acerca a matarlos. Se detienen cuando se revela la estrategia de Batman para someter al confundido Superman: Lois aparece en escena. Superman se calma y se va volando con Lois. Distraídos por la pelea con Superman, el equipo no se da cuenta de que Steppenwolf se ha llevado la última Caja Madre de la nave.
Clark y Lois están fuera de la antigua casa de su infancia en Smallville. Todavía se siente abrumado después de haber sido devuelto a la vida, pero Lois lo convence de que los otros héroes y el resto del mundo lo necesitan. Momentos después, Martha llega y corre para abrazar a Clark.
En Rusia, Steppenwolf reúne todas las Cajas para comenzar La Unidad. Todo a su alrededor comienza a arder y descomponerse. Más de las enormes raíces brotan del suelo, destruyendo todo a su paso. La Liga llega para comenzar el enfrentamiento final. Batman toma el transporte de tropas en el que volaron al sitio y penetra en el domo de energía que ha cubierto la planta nuclear. Usa el Batimóvil para transmitir un tono que atraiga a los Parademonios mientras sus camaradas luchan contra ellos en su camino hacia Steppenwolf. La Liga puede matar a muchos de ellos y avanzan a Steppenwolf y las Cajas Madre. Al comunicarse con Alfred, Batman envía a Flash a rescatar a la familia pobre de la casa en Rusia.
Cyborg intenta separar las cajas y Steppenwolf intenta destrozarlo. Justo cuando parece que el rumbo de la batalla se vuelve a favor de Steppenwolf, Superman llega y comienza a luchar junto al resto de la Liga. Él escucha las voces aterrorizadas de los civiles cercanos y se apresura a ayudarlos, guiando a Flash hacia la familia que intentaba huir del sitio. Flash empuja su camión a un lugar seguro y luego ve a Superman llevando un edificio de apartamentos completo a un lugar seguro.
Superman regresa a la planta de energía donde Cyborg ha vuelto a ensamblar la pierna que Steppenwolf sacó de su cuerpo. Juntos, Superman y Cyborg separan las Cajas, deteniendo el proceso de transformación de la Tierra. Enfurecido, Steppenwolf intenta acabar con ellos él mismo, pero Superman usa su aliento helado para congelar el hacha de Steppenwolf, lo que le permite a Diana romperla con su espada. Ahora debilitados y desconcertados, los Parademonios sienten el miedo de Steppenwolf y comienzan a destrozarlo al mismo tiempo que son enviados de regreso a su mundo.
Más tarde, los héroes regresan a sus hogares. Barry consigue un trabajo en el departamento de policía de Ciudad Central y se lo cuenta a un orgulloso Henry. Victor trabaja con su padre en Laboratorios S.T.A.R.. Bruce y Clark visitan la casa de su infancia y se dan cuenta de que se la devolverán a Martha Kent después de que se ejecutara la hipoteca. Bruce le dice a Clark que compró el banco que lo poseía para poder devolvérselo. Arthur regresa a Atlantis para cumplir su papel de rey. Bruce, Diana y Alfred buscan un edificio abandonado para establecer el Salón de la Justicia. Luego, Lois escribe un artículo en el que afirma que una vez más hay esperanza. Lo último que vemos es a Superman volando hacia el cielo sobre Metrópolis.
En una escena de mitad de los créditos: Superman y Flash comienzan una carrera para ver quién es más rápido, con una apuesta hecha de que si Flash pierde, tiene que invitar a los demás a almorzar, y si gana, puede decirles a todos que venció a Superman. En una escena poscréditos, Lex Luthor (Jesse Eisenberg) escapa del Asilo Arkham y deja a un impostor en su celda. En su yate, recibe la visita de Slade Wilson (Joe Manganiello). Lex le propone una idea a Slade para que creen su propio pequeño equipo... la Legión del Mal.

## Reparto
| Intérprete     | Personaje                      | Notas |
| -------------- | ------------------------------ | --- |
| Ben Affleck    | Bruce Wayne / Batman           | Un empresario multimillonario de Empresas Wayne que juró proteger Gotham City del mundo criminal como un vigilante enmascarado y altamente capacitado. Equipado con diversas herramientas y armas. Es el fundador y estratega de la Liga de la Justicia.                                                                            |
| Gal Gadot      | Diana Prince / Mujer Maravilla | Una princesa guerrera amazona y semidiosa hija de Hipólita y Zeus, una comerciante de antigüedades, fundadora junto con Bruce Wayne de la Liga de la Justicia y segunda al mando. |
| Ezra Miller    | Barry Allen / Flash            | Un asistente de un policía forense e investigador, es reclutado a la Liga de la Justicia por Bruce Wayne / Batman. Tiene el poder de moverse a velocidades increíblemente altas. |
| Jason Momoa    | Arthur Curry / Aquaman         | Hijo del cuidador de un faro y de una reina de la Atlántida, convirtiéndolo en el futuro rey de la Atlántida, es reclutado por Bruce Wayne / Batman. |
| Ray Fisher     | Victor Stone / Cyborg          | Un ex estudiante destacado en los deportes que después de un fatal accidente es reconstruido con una misteriosa tecnología gracias a su padre, siendo mitad hombre y mitad máquina. Es reclutado por Diana Prince. |
| Henry Cavill   | Kal-El / Clark Kent / Superman | Un sobreviviente kryptoniano y un periodista del Daily Planet que protege al mundo bajo el alias de Superman. Fue asesinado por Doomsday, la creación de Lex Luthor, por lo que Bruce Wayne / Batman idea un plan para que regrese a la vida con el poder de una de las Cajas Madre. Líder e inspiración de la Liga de la Justicia. |
| Amy Adams      | Lois Lane                      | Reportera del Daily Planet e interés amoroso de Clark Kent. |
| Ciarán Hinds   | Steppenwolf                    | (Captura de movimiento y voz), un alienígena del planeta Apokolips que busca las tres Cajas Madre en la Tierra para su sobrino y oficial al mando, Darkseid. |
| Jeremy Irons   | Alfred Pennyworth              | El mayordomo de Bruce Wayne. |
| Diane Lane     | Martha Kent                    | La madre adoptiva de Clark Kent. |
| J. K. Simmons  | Comisionado James Gordon       | Comisionado del Departamento de Policía de Gotham City, y aliado de Batman. |
| Amber Heard    | Mera                           | Interés amoroso de Aquaman, y futura reina de la Atlántida. |
| Connie Nielsen | Hipólita                       | La Reina de las amazonas y madre de Diana Prince / Mujer Maravilla. |
| Joe Morton     | Silas Stone                    | El padre científico de Victor Stone / Cyborg. |
| Billy Crudup   | Henry Allen                    | El padre de Barry Allen / Flash. |

Los antiguos dioses olímpicos Zeus, Ares y Artemisa están representados por los modelos de fitness, Sergi Constance, el doble Nick McKinless y la luchadora de la MMA Aurore Lauzeral, respectivamente. Se requirió que los tres alcanzaran un grado específico de fisicidad, con Snyder instruyendo a McKinless a "venas como gusanos y piel delgada como el papel". En la película terminada, la cara de McKinless fue reemplazada por la de David Thewlis, quien recibió el crédito en pantalla de Ares.Robin Wright repite su papel de Antiope durante una secuencia de flashback. Un antiguo Linterna Verde llamado Yalan Gur aparece al comienzo de la película, creado por el uso de CGI y encarnado por un actor no acreditado. Dos antiguos reyes de la Tierra aparecen durante una escena que representa la primera invasión de Steppenwolf, incluido el Rey Atlan de Atlantis y Arturo Pendragon de la antigua Inglaterra; interpretado por Julian Lewis Jones y Francis Magee, respectivamente. Jesse Eisenberg y Joe Manganiello aparecen como Lex Luthor y Slade Wilson / Deathstroke, respectivamente; solo apareciendo ambos en la segunda escena poscréditos de la película.
Originalmente también aparecían Willem Dafoe como Nuidis Vulko y Kiersey Clemons como Iris West, aunque sus papeles fueron eliminados de la película final. Ambos actores fueron contratados para varias películas siendo programados para aparecer en futuras entregas de la franquicia. Una escena que representa a los Linternas Verdes, Kilowog y Tomar-Re visitando a Batman fue filmada como una escena adicional posterior a los créditos, provocando aún más el próximo Green Lantern Corps, pero la escena fue luego descartada. Otras escenas que fueron filmadas, pero extraídas de la película teatral, incluyen a: Ryan Zheng como Ryan Choi, configurando el futuro del personaje como Atom; una pelea entre Ares y Darkseid, con el villano siendo interpretado por Ray Porter; Harry Lennix repitiendo su papel de El hombre de acero y Batman vs Superman como Calvin Swanwick, en una escena en la que se habría revelado que su personaje es en realidad J'onn J'onzz / Detective Marciano; y escenas con el sirviente de Darkseid, DeSaad, con Peter Guinness dándole voz al personaje. Estos personajes se incluyeron finalmente en la película Liga de la Justicia de Zack Snyder.

## Producción

### Antecedentes
En febrero de 2007, fue anunciado que Warner Bros. había contratado a la pareja de Michele y Kieran Mulroney para que se encargaran del guion de una película acerca de la Liga de la Justicia. La noticia empezó a correr cuando la película de la Mujer Maravilla de Joss Whedon había sido cancelada, como también un film que se tenía planeado acerca de Flash que sería escrita y dirigida por David S. Goyer. Justice League: Mortal, era el título de la película que Warner estaba planeando. Fue en junio de 2008 que se confirmó que el libreto había sido concluido, recibiendo respuestas positivas, el estudio tenía previsto iniciar el rodaje entre los años 2007 y 2008. Después del fracaso en taquilla que tuvo Superman Returns, no se tenía esperado el retorno del actor Brandon Routh en esta encarnación de la Liga de la Justicia, seguido de eso, se confirmó que tampoco el actor Christian Bale de Batman Begins volvería a interpretar el papel, esto debido a que Warner deseaba empezar una nueva franquicia junto con Justice League: Mortal, llena de ideas acerca de secuelas y varios spin-offs.
Meses después de darse la noticia acerca de una película que uniría a estos personajes, 40 actores y actrices fueron las opciones que el estudio tenía en mente para los papeles principales como Joseph Cross, Michael Angarano, Max Thieriot, Minka Kelly, Adrianne Palicki y Scott Porter. El director del film, George Miller, buscaba una especie de reparto joven que fuera creciendo en sus roles con torno de que los años pasan y los personajes irían evolucionando a lo largo de varias películas. Al final, D. J. Cotrona sería Superman, junto a Armie Hammer como Batman. Jessica Biel rechazó el papel de la Mujer Maravilla después de estar en negociaciones. El personaje siguió por las manos manos de Teresa Palmer y Shannyn Sossamon, junto a Mary Elizabeth Winstead, que confirmó haber audicionado para el papel. Finalmente, Megan Gale fue contratada para interpretar a la Mujer Maravilla, mientras Palmer terminó como Talia al Ghul, a quien Miller quería oír con un acento ruso. El libreto de Justice League: Mortal tenía a John Stewart como el Linterna Verde principal de la franquicia, un papel ofrecido a Columbus Short, pero fue otorgado a Common, junto Adam Brody como Barry Allen / The Flash, y Jay Baruchel sería el villano principal, Maxwell Lord. Miller confirmó a Hugh Keays-Byrne como un papel desconocido, rumoreado a ser el Detective Marciano. No se confirmaba quien sería Aquaman. La película seguía retrasando su fecha de inicio de rodaje, llegando a quedar en una especie de limbo al no estarse muy seguro de que la película se fuera a realizar o se cancelaría, eso debido al éxito rotundo que tuvo The Dark Knight, dándole la idea a Warner de hacer películas en solitario de sus héroes, planteándose lanzar una película en solitario de Linterna Verde.
El fracaso de la adaptación fílmica de Linterna Verde no ayudó mucho los planes de Warner, cancelando por completo la idea de Justice League Mortal. Mientras que las adaptaciones de Flash y la Mujer Maravilla seguían sin tener un futuro cierto, el reinicio de Superman era la última oportunidad que el estudio esperaba para este universo. El hombre de acero, producida por Nolan y con un libreto de David S. Goyer, volvía a dar luz verde al futuro de esta franquicia, siendo así que Warner contrató a Will Beall para comenzar un nuevo guion para una nueva película de la Liga de la Justicia. La película del Hombre de Acero estaba llena de referencias de que existen más superhéroes provenientes del universo DC, preparando un universo ficticio con estos personajes. Goyer confirmó que el personaje de Linterna Verde volvería en una futura producción pero que no estará vinculada con la película de 2011, volviéndose un reinicio del personaje. Con el estreno de Man of Steel en junio de 2013, Goyer fue contratado para escribir una secuela, al igual que una nueva producción de Justice League, con el borrador que Beall había creado. Esta secuela luego fue descubierta como Batman v Superman: Dawn of Justice, una producción que contaría con Ben Affleck como Batman, Gal Gadot como Wonder Woman, Ezra Miller como Barry Allen / The Flash, y Ray Fisher como Victor Stone / Cyborg en un pequeño papel que crecería para ser parte de un film de la Liga de la Justicia. Este universo estaría separado de lo ya visto en la trilogía de The Dark Knight, aunque Nolan continúa siendo productor en Batman v Superman. En abril de 2014, fue anunciado que Zack Snyder regresaría para dirigir el guion de la película de Justice League. Warner Bros. reportó que contrataría a Chris Terrio para reescribir La Liga de la Justicia el siguiente julio, después de su trabajo con Batman v Superman: Dawn of Justice. El 15 de octubre de 2014, Warner Bros. anunció que la película se dividiría en dos partes, con la Parte Uno llegando el 17 de noviembre de 2017, y la Parte Dos el 14 de junio de 2019. Snyder dirigiría ambas partes. En julio de 2015, EW revela oficialmente que el libreto de Justice League fue completado por Terrio.

### Casting

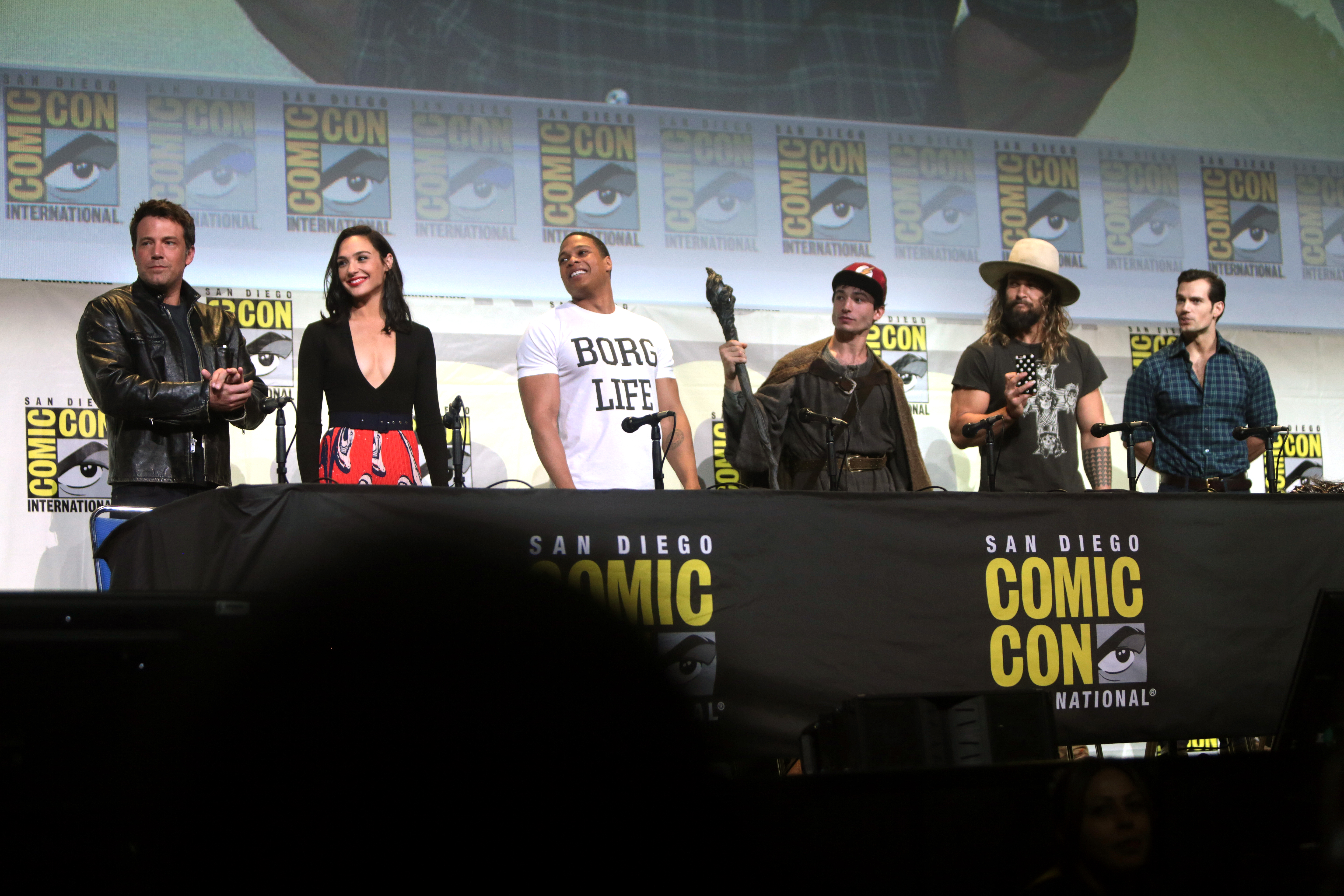
Ben Affleck, Gal Gadot, Ray Fisher, Ezra Miller, Jason Momoa y Henry Cavill en el 2016 San Diego Comic-Con Internacional para promocionar la Liga de la Justicia.

En abril de 2014, Ray Fisher fue elegido como Víctor Stone / Cyborg, y se tuvo un cameo en Batman v Superman: Dawn of Justice para después tener un papel más grande en la Liga de la Justicia. Henry Cavill, Ben Affleck, Gal Gadot, Diane Lane y Amy Adams también se espera que vuelvan a interpretar sus papeles de Batman v Superman: Dawn of Justice. En octubre de 2014, Jason Momoa fue elegido como Arthur Curry / Aquaman, y debutó con el personaje en Dawn of Justice. El 20 de octubre de 2014, Momoa le dijo a ComicBook.com que la película de la Liga de la Justicia estaba en producción y sería la primera en estrenarse; no sabía si la película en solitario de Aquaman se lanzaría antes de la Liga de la Justicia o después. Pensó que podría ser el origen de donde vino Aquaman. El 13 de enero de 2016, The Hollywood Reporter anunció que Amber Heard estaba en negociaciones para aparecer en la película, como el interés amoroso de Aquaman, Mera. En marzo, el productor Charles Roven dijo que Linterna Verde no aparecería en ninguna película, hasta antes de la Liga de Justicia Parte Dos, y declaró que "podría poner a algún Linterna Verde de manera introductoria en la Liga de la Justicia 2, o en una alguna película después". También en marzo, The Hollywood Reporter anunció que JK Simmons fue elegido para interpretar al Comisionado James Gordon, y Heard fue confirmada para unirse al reparto como Mera. Adams también confirmó que repetiría su papel como Lois Lane en ambas películas de la Liga de la Justicia. Al mes siguiente, Simmons confirmó que interpretaria a Gordon. En abril del mismo año, Willem Dafoe fue contratado para un papel no revelado y más adelante se supo que sería Nuidis Vulko. Cavill confirmó que volvería para ambas películas de la Liga de la Justicia. En mayo, Jeremy Irons confirmó que apareceriá como Alfred Pennyworth. Ese mismo mes, Jesse Eisenberg declaró que volvería a interpretar su papel como Lex Luthor, y en junio, confirmó en una entrevista con la revista Shortlist su regreso. En julio de 2016, Julian Lewis Jones fue contratado para un papel no revelado. Laurence Fishburne, quien interpreta a Perry White en el Universo Extendido de DC Comics, dijo que se negó a repetir su papel en esta película debido a los conflictos con su agenda. En abril de 2017, Michael McElhatton reveló que tiene un papel en la película.

### Rodaje
En julio de 2015, se reveló que el rodaje comenzaría en la primavera de 2016 después de que Wonder Woman terminara la rodaje. El rodaje comenzó el 11 de abril de 2016, y el rodaje tuvo lugar en los estudios Warner Bros., Leavesden, así como en varios lugares alrededor de Londres, Escocia, Los Ángeles y en Djúpavík en los Westfjords de Islandia. El cineasta que ya había trabajado con Snyder, Larry Fong fue substituido por Fabian Wagner debido a los conflictos de la programación. Se reveló también que Affleck fungiría como productor ejecutivo. En mayo de 2016, se reveló que Geoff Johns y Jon Berg estarán produciendo las películas de la Liga de la Justicia y que también estarían a cargo del Universo extendido de DC después de la recepción crítica en gran medida negativa de Batman v Superman: Dawn of Justice. Geoff Johns confirmó el 3 de junio de 2016 que el título de la película es Liga de la Justicia. Ese mismo mes, Irons dijo que el argumento de la Liga de Justicia será más lineal y simple, en comparación con la versión teatral de Batman v Superman: Dawn of Justice, Johns dijo más adelante que la película sería "esperanzada y optimista" en comparación con las películas anteriores de DCEU. Momoa confirmó a través de Instagram que la fotografía principal se terminó en Londres el 1 de octubre de 2016. El 7 de octubre de 2016, Zack Snyder informó a través de Twitter que había culminado la filmación en el Reino Unido. El 14 de octubre, Momoa, también informó, a través de Instagram que se había realizado una filmación en Islandia.

### Posproducción
En mayo de 2017, Snyder renunció durante la postproducción de la película para lidiar adecuadamente con la muerte de su hija. Joss Whedon, a quien Snyder había llamado anteriormente para reescribir algunas escenas adicionales, se hizo cargo de los deberes de posproducción en lugar de Snyder. En julio de 2017, se anunció que la película sufría dos meses de reshoots en Londres y Los Ángeles, y Warner Bros. aportó alrededor de $ 25 millones (más que los típicos costos de filmación adicionales de $ 6-10 millones). Las grabaciones coincidieron con el calendario de rodaje de Cavill para Mission: Impossible - Fallout, para el cual se había dejado un bigote con el cual debería filmar la anterior película, por lo que el equipo de VFX de Justice League tuvo que recurrir al uso de efectos especiales para eliminar el bigote digitalmente. Warner Bros. más tarde anunció que Whedon recibiría un crédito como guionista en la película junto a Chris Terrio.

### Música
En marzo de 2016, Hans Zimmer, que compuso la partitura de Man of Steel y Batman v Superman: Dawn of Justice, declaró que se retira oficialmente del "negocio de los superhéroes". En junio de 2016 fue reemplazado por Junkie XL, quien escribió y compuso la banda sonora de Dawn of Justice junto con Zimmer. Más tarde, con la salida de la dirección de Zack Snyder de la película por problemas familiares, Junkie XL también sería reemplazado por Danny Elfman como compositor de la banda sonora de la película. Elfman había compuesto previamente la partitura de Batman, Batman Returns y el tema musical de Batman: The Animated Series. Elfman confirmó que usaría el tema de Batman de la película de 1989 para dicho personaje, y también usaría brevemente el tema Superman de John Williams durante "un momento oscuro y retorcido" en la película. Gary Clark Jr. y The White Stripes también participan en el álbum de Liga de la Justicia.

### Versión doméstica
Justice League se lanzó en descarga digital el 13 de febrero de 2018, y se lanzó en Blu-ray Disc , Blu-ray 3D , 4K Ultra-HD Blu-ray y DVD el 13 de marzo de 2018 en varios mercados internacionales. El Blu-ray presenta dos escenas eliminadas tituladas Return of Superman. También es notable por no tener comentarios del director de Zack Snyder o Joss Whedon. A partir del 20 de febrero de 2020, ha realizado $32,435,550 millones en ventas de DVD y $42,164,482 millones en ventas de Blu-ray, totalizando un estimado de $74,600,032 millones en ventas de vídeos domésticos. "Forbes" informó que Justice League recaudó más de $ 100 millones en ventas y alquileres de Blu-ray / DVD / Digital-HD.

## Estreno
La Liga de la Justicia celebró su premiere mundial en Beijing el 26 de octubre de 2017, y se estrenó en Norteamérica y en algunas partes del mundo en versión estándar, RealD 3D e IMAX el 17 de noviembre de 2017.
El 13 de marzo de 2018 fue lanzada en formato Digital.

### Versión del director
La reacción divisiva hacia el corte final de la película, con Zack Snyder dejando su trabajo como director, terminando el corte final de la película en manos de Joss Whedon, ha llevado a una discusión que compara la situación con la experimentada película Superman II. Tanto Justice League como Superman II cuentan con un director que fue reemplazado, por diferentes razones, antes de la finalización de una película, lo que llevó a que entrara un segundo director y realizara cambios sustanciales en el tono de cada película. Aunque el razonamiento detrás de la partida de cada director difiere, Richard Donner pudo completar su corte de Superman II en 2005. En la creencia de que Snyder había filmado suficiente material para una película terminada, se inició una campaña para un «Snyder Cut» (Corte de Snyder) para permitir que Snyder recibiera un tratamiento similar a Donner. Se argumenta que la visión de Snyder sería más coherente con las películas anteriores que el corte teatral final, que a Snyder le han dicho que no vea. Warner Bros. inicialmente permaneció en silencio con respecto a cualquier intención de hacer un «Snyder Cut».
En marzo de 2019, Snyder confirmó que su corte original existe y declaró que corresponde a Warner Bros. lanzarlo. Sin embargo, en noviembre, una persona con información privilegiada afirmó que es improbable que Warner Bros. publique la versión de Snyder de Liga de la Justicia en los cines o en HBO Max, calificándola de un "sueño imposible". En diciembre, sin embargo, Snyder publicó una foto en su cuenta de Vero, que mostraba cajas con cintas etiquetadas como "Z.S. J.L Director's cut", y con el título "¿Es real? ¿Existe? Por supuesto que sí". El 20 de mayo de 2020, Snyder anunció oficialmente que HBO Max lanzará su corte de Liga de la Justicia en su servicio de streaming en 2021. El recorte costará $20-30 millones para completar los efectos especiales, la música y la edición, y será una versión cinematográfica de cuatro horas o una miniserie de televisión de seis partes de la visión original de Snyder de la película. También se reveló que Cavill, Affleck, Gadot, Fisher, Miller y Momoa regresarían para ayudar a completar el proyecto.

## Recepción

### Taquilla
Hasta el 19 de noviembre de 2017, Justice League había recaudado $ 96 millones en los Estados Unidos y Canadá, y $ 185.5 millones en otros territorios, por un total mundial de $ 281.5 millones, en comparación con un presupuesto de producción de $ 300 millones. Tuvo una apertura mundial de $ 281.5 millones, el número 24 más grande de todos los tiempos. Las estimaciones sugieren que la película debe superar los $ 600-750 millones en recaudación mundial para evitar ser un fracaso de taquilla.
En los Estados Unidos y Canadá, la industria pronosticaba que la película debutaría entre $ 110 y 120 millones provenientes de 4051 cines (incluidas 400 pantallas IMAX). Ganó $ 13 millones de funciones de presteno de la noche del jueves, por encima de los $ 11 millones de Wonder Woman del junio anterior. Sin embargo, después de ganar $ 38.8 millones en su primer día (incluidos lo del jueves), las proyecciones de fin de semana se redujeron a $ 95 millones. Terminó debutando con solo $ 96 millones, un 44% menos de la apertura de Batman v Superman: Dawn of Justice de $166 millones y marcando la primera película del DCEU en estrenarse con menos de $ 100 millones. Deadline.com atribuyó la baja cifra a la reacción tibia del público ante la película y sus predecesoras, así como a la mala recepción crítica y a Rotten Tomatoes que publicó su puntaje agregado hasta un día antes del estreno, lo que provocó especulaciones y dudas de los espectadores.
A nivel internacional, se proyectó que la película debutase con $ 215-235 millones para una estreno mundial de $325-355 millones. Ganó $ 8.5 millones en su primer día en nueve países, incluyendo Corea del Sur, Francia y Brasil. Terminó teniendo un debut internacional de $ 185.5 millones de 65 países, incluyendo $57.1 millones de China, $ 9.8 millones del Reino Unido, $ 9.6 millones de México y $ 8.8 millones de Corea del Sur. En Brasil, la película se abrió a $14.2 millones, la apertura más grande en la historia cinematográfica de ese país.

Actualmente, la película registra una taquilla de 228,6 mdd en el mercado estadounidense, sumado los 428,8 mdd que recaudó en el resto del mundo llega a la cifra de 657,4 mdd a nivel mundial.

### Respuesta crítica
Justice League ha recibido críticas mixtas por parte de la crítica especializada y positivas por parte de la audiencia, aunque recibió una mejor recepción que Batman v Superman: Dawn of Justice. La crítica elogió las secuencias de acción y las actuaciones (particularmente las de Gadot y Miller) mientras que la trama delgada, los CGI y el villano débil fueron fuertemente señalados; pero obtuvo reacciones más positivas por parte de los fanes. El tono de la película obtuvo con una recepción polarizada, con algunos elogios por ser más ligero y más divertido que las entregas anteriores, mientras que otros lo señalaron como inconsistente. En el sitio web Rotten Tomatoes, la película tiene una aprobación de 39%, basada en 408 reseñas, con una puntuación promedio de 5.3/10. En el consenso del sitio se lee: Justice League supera a un gran número de películas de DC, pero por sí misma no es suficiente para cubrir la turbia estética, finos personajes, y caótica acción que continúa persiguiendo a la franquicia". mientras que de parte de la audiencia tiene una aprobación de 78%, basada en más de 91 000 votos, con una puntuación de 4.3/5. En Metacritic, la película tiene una calificación de 45 sobre 100, basada en 52 reseñas, indicando "reseñas mixtas o del promedio". En el sitio IMDb tiene una puntuación de 7.5 basada en más de 63 776 votos. Mientras que las audiencias encuestadas por CinemaScore le dieron a la película una calificación promedio de B+ en una escala de A + a F.
Richard Roeper del Chicago Sun-Times le dio a la película 3.5 de 4 estrellas, alabando al elenco, especialmente a Gadot, y diciendo "Es una película donde nos muestran el origen de la unión de la liga, ejecutada con gran diversión y energía". Owen Gleiberman de Variety le dio a la película una crítica positiva y escribió: "La Liga de la Justicia... ha sido concebida, en todos los marcos, para corregir los pecados de Batman v Superman: Dawn of Justice. No es solo una secuela, es un acto de penitencia de la franquicia. La película... nunca es desordenada o bombástica. Es liviana, limpia y simple (a veces casi demasiado simple), con duelos de combate que hacen que no se prolongue por demasiado tiempo".
Escribiendo para Rolling Stone, Peter Travers le dio a la película 2.5 de 4 estrellas, alabando al elenco pero criticando las secuencias de acción, diciendo: "Las escenas de los miembros de la Liga juntos, las disputas y la vinculación, realzan la película con humor y sentimiento genuino, creando un enraizado interés en el público. Sin él, la película se derrumbaría".
Por el contrario, Todd McCarthy de The Hollywood Reporter, mientras elogiaba a Gadot y Miller, calificó la película como fea y aburrida, diciendo: "Fatiga, repetición y un enfoque laborioso de la aventura, que también es notable por cómo se ve Ben Affleck, luciendo el traje de murciélago por segunda vez. Mike Ryan, de Uproxx, tuvo pensamientos similares al escribir: "... ¿quizás en el futuro pueda ser un equipo divertido?" Ezra Miller "parece que se está divirtiendo, eso es prometedor". Los actores son todos bastante buenos. Solo necesitan alguien bueno a su cargo – tose, Patty Jenkins, tose –.

### Premios y nominaciones
| Premio                                 | Fecha de la ceremonia | Categoría                          | Destinatarios y nominados                    | Resultado | Ref.    |
| -------------------------------------- | --------------------- | ---------------------------------- | -------------------------------------------- | --------- | ------- |
| Golden Trailer Awards                  | 6 de junio de 2017    | Mejor póster de acción             | Liga de la Justicia - “Teaser postér grupal” | Nominado  | [ 129 ] |
| Nickelodeon's Kids' Choice Awards 2018 | 24 de marzo de 2018   | Actriz favorita                    | Gal Gadot                                    | Nominada  |         |
| Nickelodeon's Kids' Choice Awards 2018 | 24 de marzo de 2018   | Actor favorito                     | Ben Affleck                                  | Nominado  |         |
| Teen Choice Awards 2018                | 12 de agosto de 2018  | Mejor película de acción           | Liga de la Justicia                          | Nominada  |         |
| Teen Choice Awards 2018                | 12 de agosto de 2018  | Mejor actor de película de acción  | Henry Cavill                                 | Nominado  |         |
| Teen Choice Awards 2018                | 12 de agosto de 2018  | Mejor actriz de película de acción | Gal Gadot                                    | Nominada  |         |
| Teen Choice Awards 2018                | 12 de agosto de 2018  | Mejor actriz de película de acción | Amy Adams                                    | Nominada  |         |

## Secuela cancelada y reinicioZack Snyder's Justice League
Una secuela se programó para ser lanzada el 14 de junio de 2019, pero después del fracaso de la película por el fiasco en taquilla que, si bien no generó perdidas para el estudio tampoco colmó las expectativas en cuanto a recaudación, lo que motivó a Warner Bros. a suspender la secuela por tiempo indefinido y reestructurar el DCEU para enfocarse en proyectos individuales tales como Aquaman, Wonder Woman 2 y Shazam! entre otros.
Bajo el ahora hashtag #RestoreTheSnyderVerse los fanáticos piden que la Zack Snyder's Justice League sea canónica en reemplazo de la versión del 2017, así como también que se restituya todo el arco de películas que se tenía programado.